# Teresa Morris
Teresa Morris és una escriptora índia tuscarora, és professora a l'institut de Croatan (Carolina del Nord-EUA) a O-neh-weh-yuh-ka, nom que rebia en tuscarora, i on havia fundat el Tuscarora Center. Ha escrit Families of the Neuse: story of two friends.